# Deathgasm
Deathgasm ist eine neuseeländische Horrorkomödie aus dem Jahr 2015. Für Regie und Drehbuch war Jason Lei Howden verantwortlich.

## Handlung
Nachdem Brodies Mutter in eine psychiatrische Klinik eingewiesen wurde, muss der Teenager, dessen Vater schon lange tot ist, zu seinem Onkel Albert nach Greypoint ziehen. Dieser führt mit seiner Frau Mary und seinem Sohn David einen christlich-orthodoxen Haushalt, was von Anfang an zu Spannungen mit dem Heavy-Metal-Fan Brodie führt. In seiner neuen Schule wird Brodie insbesondere von seinem Cousin David und dessen Clique gemobbt; Freunde findet er in den beiden rollenspielbegeisterten Losern Dion und Giles. Im lokalen Plattenladen lernt er den charismatischen Zakk kennen, der ebenfalls Metalfan ist. Zakk, Brodie, Dion und Giles gründen die Metalband Deathgasm, die in der Garage von Brodies Onkel probt.
In der Schule kommt es zu einer Annäherung zwischen Brodie und der Schulschönheit Medina, einer Vertiefung dieses Verhältnisses steht zunächst jedoch Brodies Schüchternheit im Weg.
Bei einem Einbruch in ein vermeintlich leerstehendes Haus stoßen Zakk und Brodie auf den von ihnen verehrten, zurückgezogen lebenden Musiker Rikki Daggers, den sie von ihrer Harmlosigkeit überzeugen können. Als Daggers Geräusche einer weiteren fremden Person in seinem Haus wahrnimmt, übergibt er Brodie und Zakk eine Schallplatte und befiehlt ihnen die sofortige Flucht. Wenig später wird Daggers von dem weiteren Einbrecher, einem Auftragsmörder, gestellt und hingerichtet. Der Mörder erweist sich als Angehöriger eines Kultes, der auf der Suche nach einem mittelalterlichen Satz Notenblätter war, den er im Besitz von Daggers vermutete und der okkulte Kräfte in sich tragen soll. Zu Hause entdeckt Brodie in der Schallplattenhülle die Notenblätter.
Brodies Cousin David, welcher die Annäherung zwischen Brodie und Medina beobachtet hatte, passt ihn hinter der Schule ab und schlägt ihn brutal mit einem Gehilfen zusammen, um seine Besitzansprüche an ihr zu unterstreichen. Währenddessen torpediert Zakk durch ein geschicktes Manöver die beginnende Romanze zwischen Brodie und Medina und trifft sich selbst mit ihr.
Verzweifelt ruft Brodie die Band zusammen und sie spielen die alten Noten nach, nicht ahnend, dass es sich dabei um ein uraltes Erweckungsritual handelt, das den Dämon The Blind One (deutsch: Der Blinde) auf die Erde ruft. Die Bewohner der Kleinstadt verwandeln sich nach und nach in blutrünstige Zombies, außerdem suchen die Angehörigen des erwähnten Kultes Greypoint heim, um sich The Blind One anzudienen. Brodie, Zakk, Medina, Dion und Giles müssen sich mehrfach Attacken der Zombies erwehren, außerdem zerstreiten sich Brodie und Zakk ob dessen Annäherung an Medina, woraufhin Zakk beschließt, die Stadt zu verlassen. Die übrigen Vier werden von den Angehörigen des Kultes gefangen genommen und in das Haus von Rikki Daggers verbracht; dort sollen sie im Rahmen eines Erweckungsrituals The Blind One geopfert werden. Der reumütige Zakk kehrt jedoch zurück und kann die vier befreien. Im weiteren Verlauf kommen Dion und Giles zu Tode. Den verbliebenen drei gelingt es, den erweckten Dämon zu vernichten und die verbliebenen Kultmitglieder zu töten, wobei Zakk ums Leben kommt.

## Entstehungsgeschichte
Howden, hauptberuflich bei Weta Digital angestellt und mitverantwortlich für die Computerspezialeffekte bei Peter Jacksons Hobbit-Trilogie, verarbeitete im Drehbuch eigene Erfahrungen; seine Jugend verbrachte er als Metalfan und Außenseiter in einer neuseeländischen Kleinstadt. Die Finanzierung des Films erfolgte zum Teil durch das Preisgeld des neuseeländischen Make My Horror Movie-Wettbewerbs, der unter anderem von der neuseeländischen Filmkommission und dem New Zealand Herald ausgerichtet wird und der mit 200.000 NZD (2015 etwa 120.000 Euro) dotiert ist und den Regisseur Howden 2014 gewann. Seine Premiere hatte der Film am 14. März 2015 beim South-by-Southwest-Festival im US-amerikanischen Austin. Deutschlandpremiere war am 10. August 2015 im Rahmen des Fantasy Filmfest.
2016 kündigte Regisseur Howden aufgrund der positiven Resonanz auf den Film eine Fortsetzung mit dem Titel Deathgasm 2: Goremageddon an.

### Filmmusik
Die Filmmusik besteht aus Beiträgen von Metal-Bands verschiedener Genres. Autor und Regisseur Howden wollte eine Mischung verschiedener Stilrichtungen wie Black Metal, Death Metal, Thrash Metal und Stoner Metal und suchte die vertretenen Gruppen persönlich aus. Zu hören sind neben Untergrund-Bands wie Axeslasher (USA), Beastwars (Neuseeland) oder Elm Street (Australien) auch bekannte Gruppen wie Nunslaughter, Emperor und Skull Fist. Das Titellied Deathgasm stammt von der neuseeländischen Band Bulletbelt; Jason Lei Howden ist darin als Gastsänger zu hören. Der Soundtrack erschien Ende Oktober 2016 als Doppel-LP in farbigem Vinyl bei Death Waltz Recordings.

## Rezeption
Dennis Harvey lobte in der Variety den Humor des Films, bezeichnete Gestaltung und Ausstattung des Films als am Budget gemessen überdurchschnittlich und nannte ihn „liebenswert dämlich“, kritisierte aber das Drehbuch als wenig überraschend. Richard Whittaker kritisierte für den Austin Chronicle ebenfalls das vorhersehbare Drehbuch, stellte aber fest, dass Regisseur Howden durch Humor und Spezialeffekte für ausreichend „das Zwerchfell erschütternde Lacher“ sorge. Matt Donato hielt für das Filmportal We Got This Covered fest, dass Deathgasm der „feuchte Traum eines Metalfans“ sei. Er analysierte aber auch, dass sich der Film gut in Außenseiter hineinversetze und deren Gefühlswelt visualisiere. Deathgasm wurde beim HARD:LINE Festival 2015 in der Sektion Spotlights zum Publikumsliebling gewählt.